# Dassault Falcon 50
Die Falcon 50 ist ein dreistrahliges Geschäftsreiseflugzeug des französischen Herstellers Dassault Aviation, das auf der Dassault Falcon 20 basiert. Die Falcon 50 selbst wurde zur Falcon 50 EX weiterentwickelt. Die Dassault Falcon 900 stellt eine Neuentwicklung auf Basis der Falcon 50 dar. Die Produktion der Falcon 50 wurde im Jahr 2008 eingestellt.

## Geschichte
Anfang der 1970er-Jahre begann Dassault mit der Entwicklung eines neuen Geschäftsreiseflugzeugs, welches im Gegensatz zu den bisherigen Modellen – Falcon 10 und Falcon 20 – vor allem den Bedarf nach Flugzeugen mit deutlich höherer Reichweite decken sollte. Insbesondere sollten Non-Stop-Flüge über den Atlantik und zwischen der Ost- und Westküste der USA möglich sein. Um die notwendige Reichweite zu erzielen, wurden nicht nur Zelle und Tanks vergrößert. Dassault entwickelte auch die für Geschäftsreiseflugzeuge bis heute einmalige Konstruktion, mit drei anstelle der üblichen zwei Triebwerke. Damit wurden Beschränkungen umgangen, welche zweistrahlige Flugzeuge zu dieser Zeit verpflichteten, Routen mit maximal 60 Minuten Abstand zu Ausweichflughäfen zu fliegen (ETOPS). Dreistrahlige Flugzeuge waren von dieser Regelung seit 1964 ausgenommen.
Am 7. November 1976 starteten die beiden Piloten Hervé Leprince-Ringuet und Gérard Joyeuse in Mérignac zum Erstflug mit einem Prototyp. Bereits einen Monat später wurde allerdings beschlossen, verbesserte superkritische Tragflächen für die Falcon 50 zu entwickeln. Eine so umgerüstete Maschine flog erstmals am 6. Mai 1977. Damit wurde die Falcon 50 zum ersten Zivilflugzeug mit superkritischen Tragflächen. Diese Flügelkonstruktion erwies sich als so erfolgreich, dass für die wesentlich größeren Falcon 900 und Falcon 2000 dieselben Tragflächen fast unverändert übernommen wurden. Die Zulassung wurde am 27. Februar 1979 erteilt.
Die Serienfertigung wurde bereits 1976 aufgenommen und zwischen verschiedenen Dassault-Werken sowie Aérospatiale aufgeteilt:
- Der Rumpf wurde bei Aérospatiale in Saint-Nazaire gefertigt.
- Das Dassault-Werk in Colomiers war für die Tragflächen zuständig.
- Das Dassault-Werk in Mérignac übernahm die Endmontage und die Flugerprobungen.

## Technik
Die Falcon 50 ist ein dreistrahliges Geschäftsreiseflugzeug in Tiefdeckerauslegung. Als Antrieb dienen drei TFE731-3-1C-Triebwerke von Garrett AiResearch (heute Teil von Honeywell International), wobei der Lufteinlass des mittleren Triebwerks S-förmig angeordnet ist (so genannter S-Duct). Die Reichweite liegt bei 5.830 km und die maximale Reisegeschwindigkeit bei Mach 0,8. Die teilweise deutlich höheren Angaben von bis zu 6480 km Reichweite, beispielsweise durch die Schweizer Luftwaffe, dürfte auf eine andere – wahrscheinlich militärische – Berechnung der Treibstoffreserven zurückzuführen sein. Die Kabinenhöhe beträgt 1,8 m, die Breite 1,86 m und die Länge 7,16 m. Die Kabine bietet Platz für acht bis zehn Passagiere.

## Falcon 50EX
Die Falcon 50EX ist eine Weiterentwicklung des Ursprungsmodells, welche am 26. April 1995 von Dassault angekündigt wurde. Der Erstflug vom Flughafen Bordeaux-Mérignac erfolgte am 10. April des folgenden Jahres und ein weiteres Jahr später wurde die erste Maschine einem Kunden übergeben. Die Falcon 50EX ersetzte die Falcon 50 in der Produktion vollständig. Die Produktion der EX wurde wiederum im Jahr 2008 eingestellt.
Die größte Änderung stellt der Wechsel auf verbesserte Triebwerke vom Typ TFE731-40 dar. Obwohl diese Triebwerke denselben Startschub aufweisen, ist diese Variante des TFE731 leistungsstärker, da aufgrund einer höheren Betriebstemperatur der Leistungsabfall in großen Höhe reduziert werden konnte. Zusammen mit weiteren Maßnahmen, wie der Integration eines FADEC, konnte die Effizienz um etwa 7 % gesteigert werden, was auch eine größere Reichweite ermöglicht. Ferner konnten die Wartungsintervalle der Triebwerke verlängert werden.
Modernisiert wurde zudem das auf den Zwei-Mann-Betrieb ausgelegte Cockpit, in dem nun ein Pro-Line-4-Glascockpit von Rockwell Collins mit vier CRT-EFIS-Displays zum Einsatz kommt. Als Option wurde zudem ein Head-up-Display angeboten.

## Nachfolgeprojekte
Die Falcon 50 und Falcon 50EX sind nach wie vor in größeren Stückzahlen im Einsatz, weshalb Aviation Partners Inc. (API) – Lieferant der Winglets für die Falcon 900LX und 2000LX – auch für die Falcon 50 Blended Winglets als Nachrüstset entwickelt.
Dassault bot seit Produktionsende der Falcon 50EX im Jahr 2008 kein Flugzeug in dieser Klasse mehr an. Das geplante Nachfolgeprojekt mit dem vorläufigen Namen Super-Midsize (SMS) wurde, nachdem bereits alle Parameter eingefroren und das RB282 von Rolls-Royce als Triebwerk ausgewählt worden waren, aufgrund der Wirtschaftskrise im Jahr 2008 gestoppt und grundlegend überarbeitet. 2013 wurde das Nachfolgeprojekt Falcon 5X der Öffentlichkeit vorgestellt. Der Erstflug erfolgte am 5. Juli 2017. Aufgrund von Problemen mit dem Triebwerk wurde das Programm am 13. Dezember 2017 eingestellt.
Die im Rahmen des Projekts gewonnenen Erkenntnisse flossen in die Falcon 6X ein, welche bis auf die neuen Triebwerke weitgehend auf der Falcon 5X basiert. Der Erstflug erfolgte am 10. März 2021. Die erste Indienststellung wird für 2022 anvisiert.[veraltet]

## Nutzer

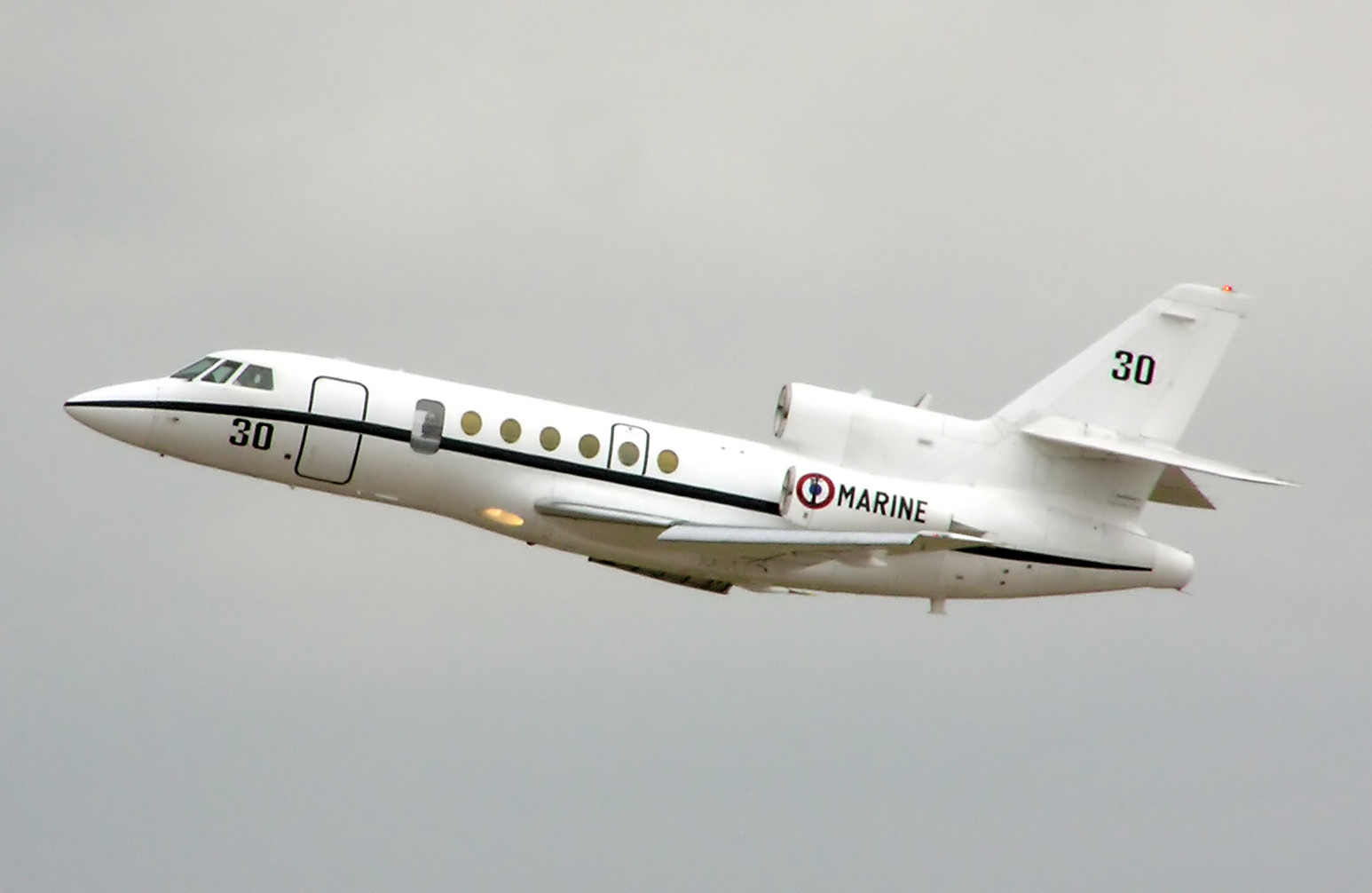
Falcon 50M Surmar der französischen Marine

Bis 2013 nutzte der Lufttransportdienst des Bundes (LTDB) – ein Teil der Schweizer Luftwaffe – eine Falcon 50. Die Maschine war ursprünglich im Besitz des Unternehmens Aeroleasing Genf und wurde von der Schweizer Luftwaffe immer wieder genutzt. Im Dezember 1995 wurde das Flugzeug für internationale UNO-Missionen und als Bundesratsjet gekauft. Infolgedessen wurde die zuvor als HB-IEP zivil registrierte Maschine am 31. Januar 1996 unter der militärischen Registrierung T-783 übernommen. 1999 wurde das Cockpit auf den Stand der Falcon 50EX gebracht (Collins Pro-Line-4-Glascockpit) und 2006 erhielt das Flugzeug eine neue Lackierung. Am 5. Juni 2013 wurde die Maschine durch eine Dassault Falcon 900EX EASy II ersetzt.
Ein weiterer Nutzer ist die französische Marine, die mit der Falcon 50M Surmar eine spezielle Version für Überwachungsaufgaben besitzt. Erkennbar ist sie neben der speziellen Lackierung inklusive Hoheitszeichen vor allem an den beiden großen Fenstern, welche die vordersten der sieben kleinen Fenster der Standardversion ersetzten (siehe nebenstehendes Bild). Zur Ausrüstung dieser Version zählen insbesondere ein Oberflächensuchradar Thales Ocean Master 100, ein Forward-Looking-Infrared-System Thales Chlio, drei Computerterminals sowie bis zu acht abwerfbare aufblasbare Rettungsboote. In den Jahren 2000 und 2001 wurden fünf so ausgerüstete Falcon 50 an die Flottille 24F der französischen Marine in Lann-Bihoué geliefert. Im folgenden Jahrzehnt erhielt die Aéronavale vier weitere ehemalige Exemplare der Armée de l’air. Sie entsprechen im Wesentlichen den ursprünglichen Maschinen, die zur Unterscheidung seither als Falcon 50MI („Intervention“) bezeichnet. Der Hauptunterschied ist die reduzierte Fähigkeit des Abwurfs von Rettungsbooten, sie werden als Falcon 50MS („Surveillance“) bezeichnet.
Weitere staatliche Nutzer waren oder sind Burundi, Dschibuti, Irak, Iran, Italien, Jordanien, Jugoslawien (siehe untenstehendes Bild), Libyen, Marokko, Portugal, Spanien, Sudan, Südafrika und Venezuela.

## Technische Daten

Dassault Falcon 50

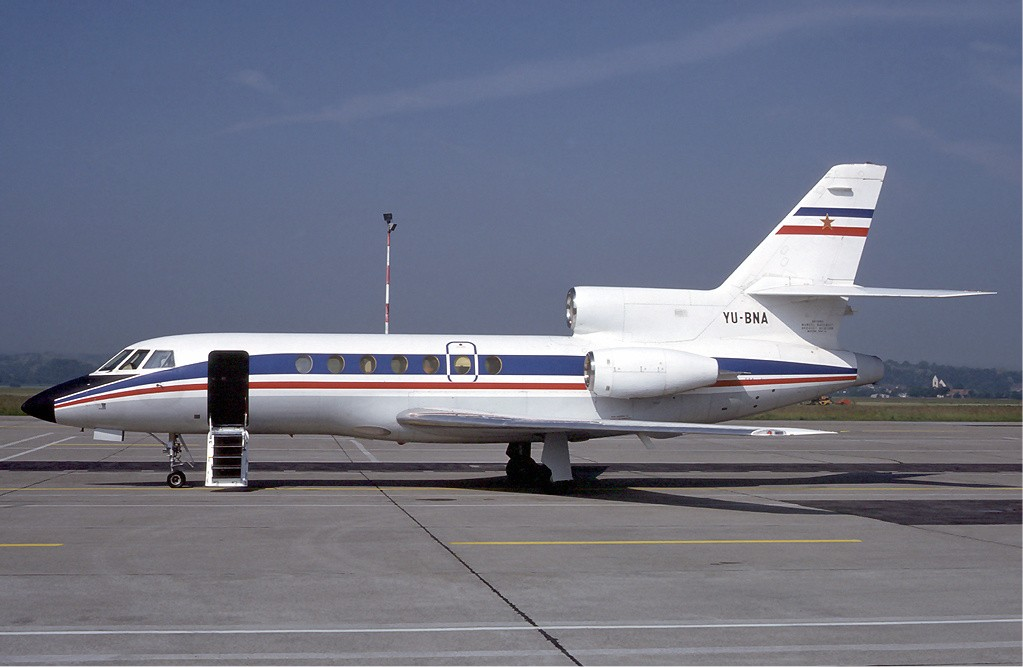
Jugoslawische Falcon 50 1984 in Basel

| Kenngröße                 | Falcon 50                   | Falcon 50EX                 |
| ------------------------- | --------------------------- | --------------------------- |
| Besatzung                 | 2                           | 2                           |
| Passagiere                | je nach Bestuhlung 8 bis 10 | je nach Bestuhlung 8 bis 10 |
| Länge                     | 18,52 m                     | 18,52 m                     |
| Spannweite                | 18,86 m                     | 18,86 m                     |
| Höhe                      | 6,98 m                      | 6,98 m                      |
| Flügelfläche              | 46,83 m²                    | 46,83 m²                    |
| Flügelpfeilung            | 29°                         | 29°                         |
| Flügelstreckung           | 7,6                         | 7,6                         |
| Rumpfdurchmesser          | 2,03 m                      | 2,03 m                      |
| Kabinenlänge              | 7,16 m                      | 7,16 m                      |
| Kabinenbreite             | 1,86 m                      | 1,86 m                      |
| Kabinenhöhe               | 1,8 m                       | 1,8 m                       |
| max. Startmasse           | 17.600 kg                   | 18.000 kg                   |
| Rüstmasse                 | 9.150 kg                    | 9.600 kg                    |
| Reichweite                | 5.830 km                    | 6.047 km                    |
| max. Reisegeschwindigkeit | Mach 0,80                   | Mach 0,80                   |
| Dienstgipfelhöhe          | 13.700 m                    | 13.700 m                    |
| Triebwerke                | drei Honeywell TFE731-3-1C  | drei Honeywell TFE731-40    |
| Schubkraft                | 16,5 kN                     | 16,5 kN                     |

## Zwischenfälle
- Eine Maschine des Typs Falcon 50 mit den Präsidenten von Ruanda und Burundi, Juvénal Habyarimana und Cyprien Ntaryamira an Bord wurde am Abend des 6. April 1994 beim Anflug auf den Flughafen Kigali mit zwei Flugabwehrraketen abgeschossen. Dabei kamen alle neun Passagiere des Flugzeugs – neben den beiden Präsidenten sieben hochrangige Offizielle aus Ruanda – sowie die drei französischen Besatzungsmitglieder ums Leben. Das Attentat gilt als entscheidender Zündfunke für den Völkermord in Ruanda (siehe auch Abschuss des Präsidentenflugzeugs in Ruanda am 6. April 1994).

- Am 20. Oktober 2014 um 23:50 Ortszeit kollidierte eine Falcon 50ER am Flughafen Moskau-Wnukowo beim Start von der Bahn 1, Startrichtung 06, mit einer Schneefräse und schlug auf der Startbahn auf. Bei dem Unglück starben alle vier Insassen des Flugzeugs, darunter der Vorstandsvorsitzende des Ölkonzernes Total Christophe de Margerie, der Fahrer der Schneefräse blieb unverletzt (siehe auch Unijet-Flug 074P).[5]
- Am 27. September 2018 gegen 13:46 Ortszeit verunglückte eine Dassault Falcon 50 der Firma Air America Flight Services nach der Landung auf dem Greenville Downtown Airport in Greenville, South Carolina, USA, als sie ungebremst über das Ende der Landebahn hinausschoss. Pilot und Co-Pilot kamen bei dem Unglück ums Leben, zwei Passagiere überlebten schwer verletzt (siehe auch Flugunfall einer Dassault Falcon 50 der Air America Flight Services).[6][7][8][9][10]